# Henadi Vorobiov
Henadi Petrovitch Vorobiov (en ukrainien : Генадій Петрович Воробйов, ou Guénnadіï Vorobïov en russe : Геннадий Петрович Воробьёв), né le 25 juin 1961 et mort le 11 février 2017, est un général ukrainien qui fut commandant des forces terrestres ukrainiennes.

## Début de carrière dans l'Armée soviétique
Henadi Petrovitch est né le 25 juin 1961 dans la ville d'Akhalkalaki, en RSS de Géorgie, dans une famille de militaires. Il intègre l'Armée de terre soviétique en 1978, et fait d'abord l'École supérieure de commandement militaire de Kiev, qui forme des officiers. En 1982, il a été envoyé dans le district militaire transbaikal en tant que commandant d'un peloton de fusiliers motorisés (de l'infanterie mécanisée). En 1984, il a été nommé commandant d'une compagnie de reconnaissance, puis en juillet 1985 il est affecté au groupe des forces Ouest (en Allemagne de l'Est).

## Montée en grade dans l'Armée ukrainienne
En 1990, il entre à l'académie militaire Frounze, à Moscou, dont il sort diplômé en 1993 et opte pour les Forces armées de l'Ukraine : il est envoyé dans la ville de Rava-Rouska du district militaire des Carpates comme chef d'état-major du 17e régiment de fusiliers motorisés. En 1994, il a été nommé commandant du 274e régiment mécanisé (de la 24e division) caserné à Yavoriv, puis, en 1995, il a été nommé commandant du 7e régiment (toujours dans la 24e division) en garnison à Lviv. En juillet 1996, il passe commandant de la 15e brigade mécanisée stationnée à Khmelnytskyï. En juillet 1998, il est nommé commandant de la 128e division mécanisée à Moukatchevo. En 2002-2003, il est le chef d'état-major et le commandant-adjoint du 38e corps d'armée à Ivano-Frankivsk.
En 2003, il entre à l'Université de la Défense nationale à Kiev, où il obtient une médaille d'or en 2004, et la même année, il est nommé commandant du 13e corps d'armée à Rivne. Le 24 août 2005, il obtient le grade de lieutenant-général. En mai 2006, il a été nommé premier chef adjoint de l'état-major général des forces armées ukrainiennes ; puis le 21 août 2007, il passe au grade de colonel-général. Le 18 novembre 2009, le président Viktor Iouchtchenko le nomme commandant des forces terrestres des Forces armées de l'Ukraine.

## Maïdan et ses conséquences
Le 16 janvier 2014, il a refusé d'obéir à l'ordre d'envoyer les unités de l'Armée de terre réprimer les manifestations d'Euromaïdan ; en conséquence, le 17 janvier, il est révoqué de son poste par le président Viktor Ianoukovytch. La fuite de Ianoukovytch le 22 février ne le rétablit pas à son poste, il redevient premier chef adjoint de l'état-major général.
Le 12 septembre 2014, il prend temporairement le commandement de l'« opération anti-terroriste » (la guerre du Donbass), car le colonel-général Viktor Moujenko, son prédécesseur, vient d'être limogé à cause de l'encerclement d'Ilovaïsk. Mais le 24 octobre 2014 il est licencié dans le cadre de la lustration (la « loi sur la purification du pouvoir (uk) » : tous les hauts-fonctionnaires d'Ianoukovytch sont renvoyés). Il est réintégré le 28 janvier 2015, le gouvernement ayant obtenu de la Rada des amendements à la loi concernant les militaires expérimentés.
À partir du 4 février 2015, il est de nouveau le premier chef adjoint de l'état-major général des forces armées ukrainiennes. Puis, du 21 mai au 29 août 2016, il est le directeur par intérim de l'université de la Défense nationale. Le 30 août 2016, par arrêté du ministre de la Défense ukrainien, il a été nommé chef de l'université de la Défense nationale.
Il décède le 11 février 2017 (à 55 ans) d'une attaque cardiaque dans son bureau à Kiev et repose au cimetière Baïkov (parcelle no 30). La 101e brigade de protection de l'état-major général porte son nom.